# 557

557(오백오십칠)은 556보다 크고 558보다 작은 자연수다.

## 수학
- 102번째 소수(素數)다. 앞의 소수는 547, 다음 소수는 563이다.
  - 베르누이 수의 분자 {\displaystyle B_{222}}를 나눌 수 있는 비정규 소수다.
- 피타고라스 삼조의 빗변의 길이이다. ({\displaystyle 165^{2}+532^{2}=557^{2}})[a]
- {\displaystyle 557=8^{2}+13^{2}+18^{2}}
  - 공차가 5인 세 자연수의 제곱합으로 나타낼 수 있는 수다. 이 성질을 지닌 앞의 수는 482, 다음 수는 638이다.

## 과학·기술
- NGC 557: 고래자리 방향에 있는 렌즈형은하.
- 557 비올레타(영어판): 소행성.
- IBM 557(영어판): IBM의 천공 카드 관련 하드웨어.
- 코스모스 557(영어판): 소련의 우주정거장.

## 교통

### 철도
- 수도권 전철 5호선 하남시청역의 역번호.

### 도로
- 오토루트 557호선(프랑스어판): 프랑스의 고속도로.
- 현도 제557호선

## 군사
- U-557(영어판, 독일어판): 제2차 세계 대전에 사용된 나치 독일의 군용 잠수함. 《벽람항로》에 등장하는 동명의 캐릭터도 이것을 기반으로 한 것이다.

## 문화유산
- 대한민국의 보물 제557호: 금귀걸이
- 대한민국의 사적 제557호: 인천 팔미도 등대

## 기타
- 연도: 557년, 기원전 557년